# Чучер-Сандево (община)
Община Чучер Сандево (мак. Чучер Сандево) — община в Північній Македонії. Адміністративний центр — село Чучер Сандево. Розташована на півночі  Македонії, Скопський статистично-економічний регіон, з населенням 8 493 мешканців, які проживають на площі 240,78 км². Община межує зі столицею країни.